# 우노 내각
우노 내각(일본어: 宇野内閣)은  우노 소스케가 제75대 내각총리대신으로 임명되어, 1989년 6월 3일부터 1989년 8월 10일까지 존재한 일본의 내각이다.

## 개요
다케시타 노보루 총리가 리크루트 사건의 책임을 지고 사임해 이전의 다케시타 개조내각은 퇴진했다. 곧바로 주요국 정상회의를 앞두고 있어서 조급하게 차기 총리와 총재를 결정해야 하는 가운데 자유민주당의 유력 정치인들이 연달아 리크루트 사건에 연루돼 있었기 때문에 운신할 수가 없게 됐다. 그래서 다케시타 개조내각에서 외무대신을 역임하고 리크루트 사건과 거리가 먼 우노 소스케가 급거 자유민주당 총재로 발탁됨과 동시에 총리로 취임하는 등 각료를 인선한 끝에 내각을 발족했다. 각료에는 리크루트 사건과 관계가 적은 사람을 우선적으로 등용하면서 여론의 이미지 향상도 노렸다.
그러나 취임한 지 얼마되지 않은 시점에서 우노 총리 자신에게 주간지 보도에 의한 여성 문제가 발각돼 궁지에 몰렸다. 이 ‘총리의 여성 문제’에 앞서 ‘리크루트 사건’, ‘소비세 도입’의 소위 ‘3종 세트’에 의해 같은 해 7월에 치러진 제15회 참의원 의원 통상선거에서 자유민주당은 획득 의석수 36석과 과반수를 넘지 못하는 등 창당 이후 참패를 당하는 수모를 겪었다.
참의원 선거 참패에 대한 책임을 지고 참의원 선거 투표일 다음날 아침에 우노는 퇴진을 표명했다. 그 다음달에는 가이후 도시키가 후임 총재로 선출돼 우노 내각은 재임한 지 불과 69일 만에 단명 내각으로 끝났다. 이 재임 기간 69일은 히가시쿠니노미야 내각, 제3차 가쓰라 내각(제1차와 2차 내각을 합하면 지금까지의 역대 내각에서는 최장 기록), 하타 내각, 이시바시 내각에 이은 역대 5번째의 단명 내각이다. 또한 제3차 가쓰라 내각을 제외한 전후 내각에서는 4번째의 단명 내각이다.
우노 내각 시대의 주요 사건은 다음과 같다.
- 중화인민공화국 베이징에서 톈안먼 사건이 발생(6월 4일)
- 버마 연방이 미얀마로 국명을 변경(6월 18일)
- 미소라 히바리에게 사후 국민영예상을 수여(7월 6일)
- 도쿄·사이타마 여아 연쇄 유괴 살인 사건 용의자 체포(7월 23일에 별건 체포, 그 후 본건에서 다시 체포)

## 각료
- 내각총리대신 - 우노 소스케
- 법무대신 - 다니카와 가즈오
- 외무대신 - 미쓰즈카 히로시
- 대장대신 - 무라야마 다쓰오
- 문부대신 - 니시오카 다케오
- 후생대신 - 고이즈미 준이치로
- 농림수산대신 - 호리노우치 히사오
- 통상산업대신 - 가지야마 세이로쿠
- 운수대신 - 야마무라 신지로
- 우정대신 - 무라오카 가네조
- 노동대신 - 호리우치 미쓰오
- 건설대신 - 노다 다케시
- 자치대신, 국가공안위원회 위원장 - 사카노 시게노부
- 내각관방장관 - 시오카와 마사주로
- 총무청 장관 - 이케다 유키히코
- 홋카이도 개발청 장관, 오키나와 개발청 장관 - 이노우에 기치오
- 방위청 장관 - 야마사키 다쿠
- 경제기획청 장관 - 오치 미치오
- 과학기술청 장관 - 나카무라 기시로
- 환경청 장관 - 야마자키 다쓰오
- 국토청 장관 - 노나카 에이지
  - 내각법제국 장관 - 미무라 오사무
  - 내각관방부장관(정무) - 마키노 다카모리
  - 내각관방부장관(사무) - 이시하라 노부오

## 정무 차관
전임 내각의 정무 차관 9명이 유임됐다.
- 법무 정무 차관 - 소에타 마스타로(유임)
- 외무 정무 차관 - 다나카 나오키
- 대장 정무 차관 - 요시무라 마코토(유임)·고무라 마사히코
- 문부 정무 차관 - 마치무라 노부타카
- 후생 정무 차관 - 지카오카 리이치로
- 농림 수산 정무 차관 - 미즈타니 쓰토무(유임)·나카가와 쇼이치
- 통상 산업 정무 차관 - 데구치 히로미쓰(유임)·아마리 아키라
- 운수 정무 차관 - 모리타 하지메
- 우정 정무 차관 - 쓰키하라 시게아키
- 노동 정무 차관 - 미야지마 히로시(유임)
- 건설 정무 차관 - 기무라 모리오
- 자치 정무 차관 - 나가노 스케나리
- 총무 정무 차관 - 와카바야시 마사토시
- 홋카이도 개발 정무 차관 - 구도 마사미(유임)
- 방위 정무 차관 - 스즈키 무네오
- 경제 기획 정무 차관 - 히라바야시 고조
- 과학 기술 정무 차관 - 요시카와 요시오(유임)
- 환경 정무 차관 - 이시이 이치지(유임)
- 오키나와 개발 정무 차관 - 데라우치 히로코(유임)
- 국토 정무 차관 - 지미 쇼자부로

## 그 외
- 우노가 나카소네파였던 점과, 총사퇴한 다케시타 내각에서 외무대신을 역임했다는 점에서 일본공산당의 국회의원으로부터 ‘나카소네 아류 다케시타 리모컨 내각’이라는 평가를 받았다.
- 사임 기자회견에서의 ‘명경지수(明鏡止水)의 심경입니다’라는 한 구절은 당시의 유행어가 됐다.
- 우노 내각으로부터 모든 각료의 가족을 포함한 자산 공개가 이루어지게 됐다. 이것은 리크루트 사건에 얽혀있다 보니까 리크루트의 미공개주의 명의가 정치인의 가족으로 돼있던 사례가 존재했던 것이 영향을 끼치고 있다.

## 참고 문헌
- 하타 이쿠히코 편 《일본 관료제 종합 사전 : 1868 ~ 2000》(도쿄 대학 출판회, 2001년)